# Teteriv
De Teteriv (Oekraïens: Тетерів) is een rivier in Oekraïne. De rivier is 365 km lang en heeft een stroomgebied van 15100 km². De rivier wordt 40 tot 90 meter breed, voordat de ze de Dnjepr in stroomt.